# Mago
Mago là một chi nhện trong họ Salticidae.